# なぞなぞ
なぞなぞ（謎謎、なぞ）は、問いかけに対して、とんちを利かせた答えを要求する言葉遊びを用いたクイズである。ただし普通のクイズとは違って正解は事実に基づくものではなく、言葉の意味をこじつけた駄洒落・洒落が多い。韻を踏んでいたり、何かに見立てられたりする。転じて、言葉によって婉曲的にわからせる事についてもなぞなぞという。

## 日本のなぞなぞ
奈良時代に編纂された万葉集には、「戯書」と呼ばれる万葉仮名を使った強引な当て字による言語表現があり、なぞなぞに通じる遊び心を酌み取ることができる。
日本で最初になぞなぞを始めたとされるのは、嵯峨天皇の「『子子子子子子子子子子子子』を読め」と言われている。
平安時代にはなぞなぞは「なぞなぞ物語」と呼ばれており、貴族のあいだでは歌合から派生した「なぞなぞ合(あわせ)」が行われた。なぞなぞ合は左右に分かれて互いに和歌の知識を婉曲に問うもので、返答も答えを含めた和歌を詠むことで行われた。鎌倉時代に入るとなぞなぞ物語は「なぞなぞ」「なぞたて」と呼ばれるようになり、質問は和歌より盛んになった連歌の技法である賦物の影響を受けるようになった。中御門宣胤の日記『宣胤卿記』には当時のなぞなぞが収録され、宣胤が謎連歌を自作した記事が残されている。
室町時代には宮中以外でも、文芸好きの僧侶や侍によってなぞなぞが楽しまれるようになり、後柏原天皇・後奈良天皇真筆と言われる宸翰本『なぞたて』など、なぞなぞ集が作られるようになった。しかし、江戸時代に入るとなぞなぞは大衆化・演芸化し、連歌の流れをくむなぞなぞは埋没してしまった。
江戸時代より伝承されているなぞなぞには、「なーんだ」「なんでしょう」などで問いかける二段謎と、今日でも寄席芸のひとつである都々逸や大喜利のなぞかけとして創作されている「○○とかけて、△△と解く、その心は」という三段謎がある。問い・答え・答えの解説から成る三段謎は、江戸時代初期の歌舞伎踊りの歌詞に見られるように演芸・話芸などの興業や、なぞなぞ本として盛んに出版された。
現代の日本では、最後の「何だ」という文句を「なーーんだ」と節をつけて歌うように語る事が多い。
なお、なぞなぞの一種である「絵解きなぞなぞ」の起源は、平安時代から江戸時代初期にかけて完成された「判じ物」（はんじもの）（※判じ絵、語り絵、絵考（絵考え）などとも呼ばれる）にある。

## スフィンクスのなぞなぞ（ギリシャ神話より）
フェキオン山のスフィンクスが通りかかる人間に問いかけたという「朝は四本足、昼は二本足、夕は三本足。この生き物は何か？」というなぞなぞは世界的に有名である。答えられなかった者はスフィンクスに食い殺されたそうだが、ある旅人（オイディプス）が正解を答えるとスフィンクスは崖から身を投げたという。このなぞなぞの答えは「人間」。赤ん坊の頃は四つん這い、やがて二本足で立つようになるが、老人になると杖を突くので三本足になる、というわけである。

## なぞなぞの例
問題1「上は洪水、下は大火事、これな～んだ？」
答え:「お風呂」
問題2「パンはパンでも食べられないパンは、なぁに？」
答え:「フライパン」
問題3「パンはパンでも、空を飛ぶパンはな～んだ？」
答え:「ピーターパン」

## なぞなぞに関するテレビ番組

### クイズ番組
- お笑い頭の体操（TBS系列）
- 文珍・頭の新体操→文珍なぞなぞランド（朝日放送制作・テレビ朝日系列）
- マジカル頭脳パワー!!（日本テレビ系列）
- サルヂエ（中京テレビ制作・日本テレビ系列）
- 脳内エステ IQサプリ（フジテレビ系列）

以上 なぞなぞが存在したクイズ番組。

### テレビアニメ
- コボちゃん（よみうりテレビ制作・日本テレビ系列）

毎回ラストに「コボなぞ」というコーナーが有り、コボちゃん一家がなぞなぞを出していた。そしてその答えは、次回放送分の「コボなぞこたえだよ」で発表していた（レギュラー放送最終回ではその場で発表）。

### その他
- 秘密戦隊ゴレンジャー
毎回、キレンジャーこと大岩大太と加藤太郎少年がやるなぞなぞが名物。時によっては、敵組織「黒十字軍」の戦闘員ゾルダーもやる事が有った。また中期の次回予告では、ナレーターの大平透が視聴者相手のなぞなぞを出して、「『ゴレンジャー』を見て、なぞなぞ博士になろう!」（あるいは「なぞなぞに強くなろう!」）と締めた。

- 一休さん・喝!（テレビ東京系列）
毎回ラストに、視聴者から投稿されたなぞなぞを、一休さん（柳沢慎吾）が答えるコーナーが有った。
- バリキン7 賢者の戦略（TBS系列）
「魔王軍」の一人に、なぞなぞの得意な「半魚人の半ちゃん」がおり、毎回「バリキン軍」になぞなぞを出していた。また番組ラストには、半ちゃんが視聴者への投稿なぞなぞを出していた。
- 超特急ファミリーマッチ（東海テレビ制作・フジテレビ系列）
番組ラストに、視聴者への投稿クイズ「宿題クイズ」として、なぞなぞを出していた。
- ポケモンゲット☆TV(テレビ東京系列)
番組内の「ポケテレチャレンジ」の1コーナーとして、ポケモンが問題文中に登場するなぞなぞ「ポケナゾ」が出題されている。その日の出演者全員が正解できれば、抽選で視聴者1名にポケモン関連の商品が当たる。
- みんなのニュース（フジテレビ系列）
2015年9月28日放送分から2016年4月1日放送分まで、毎回エンディングでキャスターたちがなぞなぞを出す「みんなのなぞなぞ。」が放送された。

## なぞなぞに関するラジオ番組
- ちびっこなぞなぞコーナー (TBSラジオ)
伊集院光によるラジオ番組「深夜の馬鹿力」の中のコーナー。2012年1月23日（第848回）-2013年4月1日（第910回）

## なぞなぞを題材にした作品

### 書籍
- 『ことば遊び』 鈴木棠三（講談社学術文庫 1975年）
- 『なぞの研究』 鈴木棠三（講談社学術文庫 1981年）
- 『日本語のしゃれ』 鈴木棠三（講談社学術文庫 1979年）
- 『ことば遊びの文学史』 小野恭靖（新典社 1999年）
- 『ことば遊びの世界』 小野恭靖（新典社 2005年）
- 『ことば遊びへの招待』 小野恭靖（新典社新書 2008年）